# Leskea brevifolia
Leskea brevifolia là một loài Rêu trong họ Leskeaceae. Loài này được Lindb. mô tả khoa học đầu tiên năm 1918.